# پریتر (ویرجینیا)
پریتر (به انگلیسی: Prater) یک منطقهٔ مسکونی در ایالات متحده آمریکا است که در شهرستان بیوکانان، ویرجینیا واقع شده‌است.